# Igreja Católica na Hungria
A Igreja Católica na Hungria faz parte da Igreja Católica universal, sob a direção espiritual do Papa e da Cúria, em Roma.

## História
Durante o século XI a Hungria foi dividida por Santo Estêvão em onze dioceses. Após a edição do Missal Romano pós-Concílio de Trento de São Pio V, estava em uso no Reino da Hungria um rito próprio, o rito de Esztergom. Após o Concílio de Trento, o missal de Esztergom permaneceu em uso até o sínodo de 1629, no qual a introdução do Missal Romano, de Pio V, foi aprovada por unanimidade, com a adição das festas dos santos do Reino da Hungria, dois dos quais também estavam incluídos no calendário romano geral: Santo Estêvão e Santo Adalberto de Praga.
Em 31 de maio de 1993, sob a bula papal Hungarorum gens, de São João Paulo II, as dioceses latinas húngaras assumiram suas atuais fronteiras.

## Organização territorial

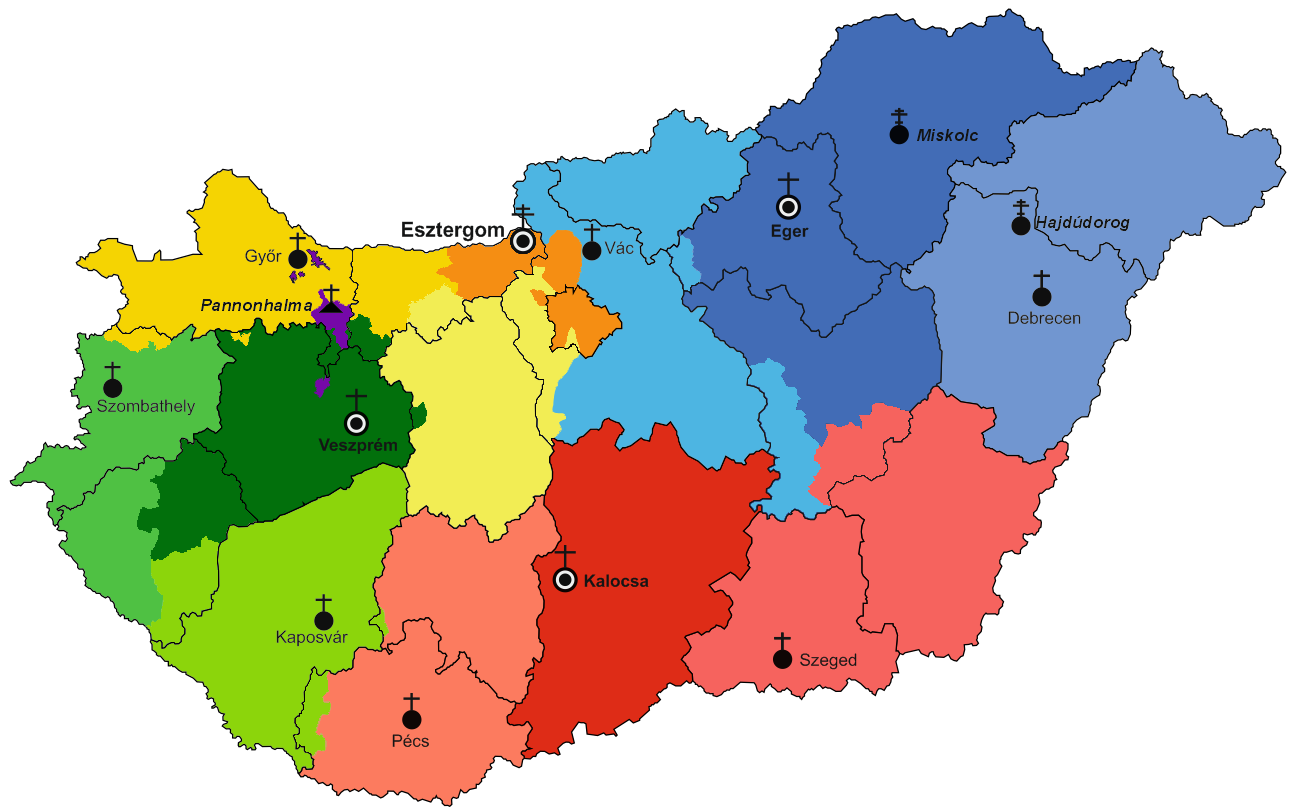
Mapa das dioceses católicas húngaras de rito latino.

No contexto da organização eclesiástica católica romana de 1993, com uma reestruturação territorial que leva em conta, entre outras coisas, as perdas territoriais sofridas pela Hungria com o Tratado de Trianon.

### Rito latino
- Arquidiocese de Eger
  - Diocese de Debrecen-Nyíregyháza
  - Diocese de Vác

- Arquidiocese de Esztergom-Budapeste
  - Diocese de Győr
  - Diocese de Székesfehérvár

- Arquidiocese de Kalocsa-Kecskemét
  - Diocese de Pécs
  - Diocese de Szeged-Csanád

- Arquidiocese de Veszprém
  - Diocese de Kaposvár
  - Diocese de Szombathely

- Circunscrições eclesiásticas imediatamente sujeitas à Santa Sé:
  - Abadia Territorial de Pannonhalma
  - Ordinariato Militar da Hungria

### Rito bizantino
- Archieparquia de Hajdúdorog
  - Eparquia de Miskolc
  - Eparquia de Nyíregyháza

## Nunciatura Apostólica
A Santa Sé e a Hungria estabeleceram relações diplomáticas em 1920. Estas relações foram interrompidas após a Segunda Guerra Mundial, quando os comunistas assumiram o poder no país. As relações diplomáticas foram retomadas em 2 de fevereiro de 1990. O cargo de núncio apostólico para a Hungria está vacante desde dezembro de 2017.

## Conferência Episcopal
A Conferência dos Bispos Católicos da Hungria é atualmente presidida por András Veres, desde 2 de setembro de 2015.